# Баломиреаса (Валча)
Баломиреаса (рум. Balomireasa) насеље је у Румунији у округу Валча у општини Стоилешти. Oпштина се налази на надморској висини од 308 m.

## Становништво
Према подацима из 2002. године у насељу је живело 206 становника, од којих су сви румунске националности.